# Inefabilidade
A característica da inefabilidade (do latim, ineffabile) está associada a qualquer tipo de objecto, entidade ou fenómeno sobre o qual nada pode ser dito em linguagem humana. Em geral, o termo "inefável" pode ser utilizado para caracterizar sensações, sentimentos, conceitos, aspectos da realidade ou entidades que, pela sua natureza ou grandeza, não podem, ou não devem, ser transmitidos ou descritos pela linguagem humana, embora possam ser conhecidos de forma interior pelos indivíduos.
No contexto dos mistérios gregos, o termo arrheton (ἄρρητον) era o equivalente de inefável, referindo-se a experiências inexprimíveis.

## Religião e filosofia
Nas Upanishads indianas, a realidade absoluta ou Brahman é considerada como impensável, ou seja, estaria além dos conceitos.
Devido à dúvida de dizer a verdade, conta-se que o filósofo Crátilo não corria o risco de falar, mas apenas apontava para as coisas. Para Parmênides, do Não-ser não se diz (οὐ φατόν), ou, conforme Platão relata o ponto de vista parmenidiano, é "inefável e inexpressável" (ἄρρητον καὶ ἄφθεγκτον). Platão afirma que algo para além das palavras determina a verdade, e que o objeto maior do conhecimento não pode ser expresso por palavras, comparado aos outros objetos de conhecimento.
Plotino postula que o Um não pode ser dito, restando uma "fala silenciosa" (λόγος σιωπῶν). Para Pseudo-Dionísio, o Areopagita, em sua teologia apofática, a causa de todas as coisas está para além de toda linguagem e do intelecto e exige silêncio; por transcender toda comunicabilidade, é chamada de "superinefável" (ὑπεραρρήτως, hyperarrhétos).
No judaísmo, o Tetragrama YHWH foi considerado por vezes impronunciável. Entre os séculos I a.C. e III d. C., observava-se na diáspora judaica uma tradição de proibição de se nomear a Deus, conforme uma tradução grega do Levítico 24:16 quanto a blasfemar Seu nome. Outra passagem que pode ter contribuído a isso é Amós 6:10. Também se associa ao mandamento de não pronunciar o nome de Deus em vão. O Talmude Babilônico afirma que Antíoco IV Epifanes, nos decretos antitalmúdicos, proibiu que o nome de Elohim fosse falado em voz alta. Após Judas Macabeu, apenas os saduceus defendiam e exigiam o nome de Deus em contratos; os essênios eram contra qualquer vocalização dele, conforme estabelece uma proibição nos textos de Qumran. Na literatura apócrifa e pseudepígrafa, os Apocalipses de Sofonias e de Abraão chamam Deus de "inefável", e nas Vidas dos Profetas Jeremias diz que o Nome de Deus foi escondido e ninguém poderia lê-lo. O Eclesiástico 50 é a única referência clara de que o Tetragrama era pronunciado em algumas ocasiões no templo pelo Sumo Sacerdote, pelo menos até 200 a.C. Na Mixná, o rabino Aba Saul afirmou que "aquele que pronuncia o nome conforme escrito" não teria sua porção no mundo vindouro". Na literatura rabínica, porém, nem sempre os relatos concordam com essa proibição. Na literatura Heikalot e Merkavá, o Nome Inefável (Shem ha-Meforash) era pronunciável pelos anjos e utilizado em teurgia para a ascensão mística ou para a proteção contra demônios. Em targuns e midraxes, encontram-se designações substitutivas do Nome Maior de Deus, por vezes sendo chamado "o nome impronunciável". Antes do final do século II o Tetragrama passou gradualmente a receber mais reverência. Para Fílon de Alexandria, Deus era sem nome; em uma passagem, ele afirma que os puros podem ouvir e falar o nome de Deus em locais sagrados, e que a ofensa era dizê-lo em momento errado e em vão. Diversas discussões entre os judeus e cristãos se seguiram sobre motivos de o Tetragrama ser inefável.
Tomás Galo considera os atributos de Deus inefáveis e usa analogias sensórias para a experiência de sentir Deus: tal como as sensações de gosto, cheiro ou tato não podem ser comunicadas verbalmente, para ele a visão beatífica de Deus é inefável.
Na filosofia contemporânea, Vladimir Jankélévitch (1903–1985), filósofo francês de ascendência russa, explorou o tema da inefabilidade, insistindo sobre o carácter inefável de muitas das coisas mais essenciais para os seres humanos: a poesia, a música, o amor, a liberdade, etc. Por esse motivo, desenvolveu uma estética e uma metafísica do inefável.
O tema da inefabilidade é também abordado pela filosofia da mente, ao abordar a questão dos qualia.